# MAFF
MAFF, acronimo di Mozilla Archive Format File, è un formato di archiviazione dati che permette di salvare una o più pagine web in un unico archivio che comprende sia il codice HTML che gli altri elementi multimediali (immagini, animazioni, file audio e video, script). Gli archivi MAFF sono concettualmente simili ai file MHTML, da cui si distinguono per alcune caratteristiche specifiche e per la natura aperta del progetto le cui specifiche sono pubbliche .

## Struttura dei file MAFF
Gli archivi MAFF utilizzano l'estensione .maff ma sono a tutti gli effetti dei normali file ZIP che contengono al loro interno tutti gli elementi necessari alla corretta visualizzazione di un documento ipertestuale. In aggiunta a questi, un file MAFF contiene alcune meta-informazioni sul documento originale che consentono una gestione intelligente dell'archivio a seconda che si operi online o offline.

## Compatibilità software
Come suggerisce il nome, il formato MAFF è stato codificato all'interno dei progetti che fanno capo a Mozilla Foundation. La struttura aperta del progetto ne consente comunque l'implementazione in qualsiasi altro software.
Attraverso l'estensione Mozilla Archive Format i file MAFF possono essere gestiti sia in lettura che in scrittura in Firefox 3+ e Seamonkey 2+.
Anche il browser Google Chrome può gestire gli archivi MAFF mediante l'estensione SingleFile.

## Supporto e compatibilità
Lo sviluppatore di terza parte dell’estensione MAFF ha dichiarato che non intende o non può continuare il supporto all’estensione, perciò il formato MAFF non è più utilizzabile in quanto la sua tecnologia non è più supportata dal 14 Novembre 2017.
Per questo motivo l'estensione MAFF non è compatibile con le versioni più recenti del browser Mozilla Firefox e i file precedentemente salvati in formato .maff non possono essere aperti direttamente da Firefox, ma necessitano di una conversione in altri formati, quali HTML.